# Premierzy Mauretanii

## Lista premierów Mauretanii
| Osoba                                              | Osoba   | Osoba                                             | Kadencja             | Kadencja             | Partia polityczna      |
| #                                                  | Portret | Imię i nazwisko                                   | Od                   | Do                   | Partia polityczna      |
| -------------------------------------------------- | ------- | ------------------------------------------------- | -------------------- | -------------------- | ---------------------- |
| 1                                                  |         | Muchtar wuld Dadda (1924–2003)                    | 28 listopada 1960    | 20 sierpnia 1961     | PRM\PPM                |
| urząd zniesiony 20 sierpnia 1961 – 6 kwietnia 1979 |         |                                                   |                      |                      |                        |
| 2                                                  |         | Ahmad wuld Busajf (1934–1979)                     | 6 kwietnia 1979      | 27 maja 1979         | wojskowy               |
| -                                                  |         | Ahmad Salim uld Sidi (1938–1981)                  | 28 maja 1979         | 31 maja 1979         | wojskowy               |
| 3                                                  |         | Muhammad Chuna uld Hajdalla (1940–)               | 31 maja 1979         | 12 grudnia 1980      | wojskowy               |
| 4                                                  |         | Sid Ahmed Ould Bneijara (1947–)                   | 12 grudnia 1980      | 25 kwietnia 1981     | bezpartyjny            |
| 5                                                  |         | Maawija uld Sid'Ahmad Taja (1941–)                | 25 kwietnia 1981     | 8 marca 1984         | wojskowy               |
| (3)                                                |         | Muhammad Chuna uld Hajdalla (1940–)               | 8 marca 1984         | 12 grudnia 1984      | wojskowy               |
| (5)                                                |         | Maawija uld Sid'Ahmad Taja (1941–)                | 12 grudnia 1984      | 18 kwietnia 1992     | wojskowy               |
| 6                                                  |         | Sidi Muhammad uld Bubakar (1957–)                 | 18 kwietnia 1992     | 2 stycznia 1996      | PRDS                   |
| 7                                                  |         | Szajch al-Afijja uld Muhammad Chuna (1956–)       | 2 stycznia 1996      | 18 grudnia 1997      | PRDS                   |
| 8                                                  |         | Mohamed Lemine Ould Guig (1959–)                  | 18 grudnia 1997      | 16 listopada 1998    | PRDS                   |
| (7)                                                |         | Szajch al-Afijja uld Muhammad Chuna (1956–)       | 16 listopada 1998    | 6 lipca 2003         | PRDS                   |
| 9                                                  |         | Sghair Ould M’Bareck (1954–)                      | 6 lipca 2003         | 7 sierpnia 2005      | PRDS                   |
| (6)                                                |         | Sidi Muhammad uld Bubakar (1957–)                 | 7 sierpnia 2005      | 20 kwietnia 2007     | PRDS                   |
| 10                                                 |         | Zin uld Zidan (1966–)                             | 20 kwietnia 2007     | 6 maja 2008          | bezpartyjny            |
| 11                                                 |         | Jahja uld Ahmad al-Waghaf (1960–)                 | 6 maja 2008          | 6 sierpnia 2008      | ADIL                   |
| -                                                  |         | Muhammad uld Abd al-Aziz (1956–)                  | 6 sierpnia 2008      | 14 sierpnia 2008     | wojskowy               |
| 12                                                 |         | Mulaj uld Muhammad al-Aghzaf (1957–)              | 14 sierpnia 2008     | 20 sierpnia 2014     | bezpartyjny            |
| 13                                                 |         | Jahja wuld Haddamin (1953–)                       | 20 sierpnia 2014     | 29 października 2018 | UPR                    |
| 14                                                 |         | Muhammad Salim wuld al-Baszir (1962–)             | 29 października 2018 | 5 sierpnia 2019      | UPR                    |
| 15                                                 |         | Isma'il wuld Bidda wuld asz-Szajch Sidija (1961–) | 5 sierpnia 2019      | 6 sierpnia 2020      | UPR                    |
| 16                                                 |         | Muhammad wuld Bilal (1963–)                       | 6 sierpnia 2020      | 2 sierpnia 2024      | Partia Sprawiedliwości |
| 17                                                 |         | Moctar wuld Diay (1973–)                          | 2 sierpnia 2024      | nadal                | Partia Sprawiedliwości |